# 曹演庄遗址
曹演庄遗址，位于中国河北省邢台市桥西区曹演庄，为一处商代遗址。1982年7月23日，列入河北省文物保护单位，
1954年，在施工时发现商代器物。后经发掘，此地出土大量商代文物，计有较完整遗物3999件。
根据该地出土文物，属商代文化早期遗址，早于殷墟文化，为祖乙迁邢所在考证提供了考古依据。